# Miguel Bañuz i Anton
Miguel Bañuz i Anton (Elx, País Valencià, 26 de juny del 1993) és un futbolista valencià que juga al Vila-real CF B com a porter.